# Steenisioblechnum acuminatum
Steenisioblechnum acuminatum là một loài thực vật có mạch trong họ Blechnaceae. Loài này được (C.T. White & Goy) Hennipman miêu tả khoa học đầu tiên năm 1984.